# I (Felix-Jaehn-Album)
I (englisch für „Ich“) ist das Debütalbum des deutschen DJs Felix Jaehn.

## Entstehung und Artwork
Mit drei Ausnahmen wurden alle Stücke des Albums von Felix Jaehn, in Zusammenarbeit mit wechselnden Koautoren, geschrieben. Zumeist treten die Koautoren nur bei vereinzelten Werken auf. Die meisten Titel entstanden in Zusammenarbeit mit dem luxemburgischen Musiker Christophe Vitorino De Almeida (Chris Meid), dieser schrieb an drei Stücken des Albums mit. Des Weiteren stellen die Liedtexter und Komponisten Tim Deal (Hight), Michael Geldreich, Mack, Aiko Rohd und Tonino Speciale jeweils zwei Autorenbeteiligungen. Neben dem angesprochenen Autoren wirken weitere 69 Liedtexter und Komponisten an jeweils einem Stück mit. Bis auf ebenfalls zwei Ausnahmen wurden alle Titel von Jaehn produziert. Teilweise tätigte er die Produktionen alleine und teilweise in Zusammenarbeit mit weiteren Musikproduzenten. De Almeida und das deutsche Produzenten-Quartett Hitimpulse (bestehend aus: Jeremy Chacon, Jonas Kalisch, Henrik Meinke und Alexsej Vlasenko) sind an zwei Produktionen beteiligt, sie sind damit die einzigen Produzenten die an mehr als einer Produktion beteiligt sind. Jaehn produzierte das Album an keinem festen Ort, unter anderem entstanden Stücke in Kopenhagen, London oder Los Angeles, auf dem Laptop an diversen Flughäfen – und auch in Felix’ gerade fertiggestelltem Studio in seinem Heimatdorf an der Ostsee. I wurde unter den Musiklabels L’Agentur, Universal Music und Virgin Records veröffentlicht.
Auf dem Cover des Albums ist – neben Künstlernamen und Liedtitel – ein pinker Streifen und Jaehns Gesicht zu sehen. Der pinke Streifen ist mittig angeordnet und zieht sich senkrecht vor einem weißen Hintergrund durch die Mitte des Coverbildes. Am unteren Ende sind in weißer Schrift der Albumtitel sowie der Künstlernamen in ebendiesem eingebettet. Jaehns selbst ist ebenfalls mittig angeordnet. Es handelt sich um das gleiche Porträt wie das, welches auf der Singleauskopplung Cool zu sehen ist. Der Unterschied besteht nur darin, dass es hier größer und mittig dargestellt ist während es auf der Single kleiner und in der linken unteren Ecke angeordnet ist. Das gleiche Artwork-Konzept findet sich nicht nur auf diesem oder dem Cover von Cool wieder, sondern auch auf einigen weiteren Singleauskopplungen. Die Fotografie Jaehns stammt von Jens Koch. Im Inneren der CD befindet sich ein zwölf-seitiges Begleitheft.

## Veröffentlichung und Promotion
Die Erstveröffentlichung von I erfolgte am 16. Februar 2018 als CD und Download. Das Album besteht aus 25 Studioaufnahmen, wobei eine Coverversion und drei Remixe inbegriffen sind. Eine alternative Downloadversion des Albums beinhaltet lediglich 22 Titel und ist um die drei Stücke Eagle Eyes (Radio Edit), Photograph (Felix Jaehn Remix) sowie Cheerleader (Felix Jaehn Remix) gekürzt. Die digitalen Versionen von I beinhalten zusätzlich ein 24-minütiges Video, in denen es um Jaehn selbst geht. Am 2. Juni 2018 erschien mit I Remixed eine Remixversion des Debütalbums.
Bereits eine Woche vor der Veröffentlichung von I veranstaltete Jaehn in Zusammenarbeit mit dem deutschen Radiosendern N-Joy eine „Pre-Listening-Party“ in Hamburg, wobei Jaehn zusammen mit Jens Hardeland alle Titel vorstellte. Kurz nach der Veröffentlichung von I veröffentlichte das Zeit-Magazin ein Interview mit Jaehn, in dem dieser sich unter anderem als bisexuell outete. Mit Erscheinen des Interviews stürzten sich die Medien auf diese Nachricht, sodass die Musik in den Hintergrund trat. Um das Album weiter zu bewerben, folgten unter anderem Talkshow-Auftritte in der NDR Talk Show des Norddeutschen Rundfunks sowie bei Markus Lanz im ZDF. Im April 2018 absolvierte Jaehn eine viertägige Tournee in Deutschland, die unter dem Namen „I Tour 2018“ erfolgte.
I Tour 2018
- 5. April 2018: Großmarkt, Hamburg
- 6. April 2018: Capitol, Offenbach am Main
- 7. April 2018: Tonhalle, München
- 8. April 2018: Palladium, Köln

## Hintergrundinformation
Jaehn wollte mit seinem Debütalbum zeigen, dass er nicht nur als Produzent fungieren kann, sondern auch als Liedtexter. Er selbst tätigte folgende Aussage zu diesem Album: „Natürlich habe ich kein Singer-Songwriter-Album gemacht, das von Anfang bis Ende mein Leben beschreibt. Aber die Songs tragen trotzdem auf verschiedenste Art meine Handschrift und erzählen von meinen Reisen der letzten Jahre. Es gibt elektronische und hart produzierte Tracks für den Club, aber auch langsamere und melancholischere Songs, zu denen man unterwegs einfach mal seine Gedanken schweifen lassen kann.“
Er wollte schon immer ein Album veröffentlichen, um den Leuten die Möglichkeit zu geben, ihn ganzheitlich zu entdecken und um die Fans mit in seine Welt zu nehmen. Die Arbeiten an dem Album streckten sich über dreieinhalb Jahre. Er begann bereits kurz nach der Veröffentlichung von Cheerleader (Felix Jaehn Remix) mit der Produktion. Er produzierte, erstellte Wiedergabelisten und machte sich Gedanken über die Reihenfolge der Titel, doch durch die großen Single-Erfolge verzögerte sich die Produktion des Albums. In einem Interview erklärte Jaehn die Verzögerung wie folgt: „Vielleicht wäre es aus Marketingsicht schlauer gewesen, das Album schon vor zwei Jahren zu veröffentlichen. Aber das hätte künstlerisch für mich keinen Sinn gemacht. Ich hatte in so kurzer Zeit so unglaublich großen Erfolg, aber ich war noch gar nicht dafür bereit, ein ganzes Album zu produzieren. Ich musste mich erst einmal entwickeln, meinen Sound finden, ein Team um mich herum bilden, live spielen, erste Interviews geben. Eine total spannende Phase, die sehr wichtig für mich war.“

## Inhalt
Alle Liedtexte des Albums sind größtenteils in englischer Sprache verfasst und wurden mit drei Ausnahmen allesamt von Jaehn selbst, in Zusammenarbeit mit wechselnden Koautoren, geschrieben. Einzig die beiden Titel Jeder für Jeden und Stimme sind in deutscher Sprache verfasst. Musikalisch bewegen sich die Lieder überwiegend im Bereich des Dance-Pops.
Das reguläre Album besteht aus 25 Titeln, wobei es sich bei 21 Titeln um Neukompositionen handelt. Ain’t Nobody (Loves Me Better) ist eine Coverversion des Originals der US-amerikanischen Funkband Rufus und Chaka Khan aus dem Jahr 1983. Bei den anderen drei Stücken Cloud 9 (Felix Jaehn Remix) (Aden x Olson), Photograph (Felix Jaehn Remix) (Ed Sheeran) und Cheerleader (Felix Jaehn Remix) (Omi) handelt es sich um Remixversionen der bereits zuvor veröffentlichten Originale.
Felix Jaehn selbst wirkt bei allen Stücken lediglich als Instrumentalist und Produzent mit. Gesanglich ist er nur in wenigen Ausnahmen im Hintergrund zu hören, ansonsten werden die Lieder durch die Gastsänger interpretiert. Diese wählt Jaehn nach seinem persönlichen Musikgeschmack aus. Ihn müsse eine Stimme berühren. Wenn sie das tue, vertraue er darauf, dass sie diese Emotionen hoffentlich auch bei ganz vielen anderen Menschen auslösen würde. Tim Schou, der Frontmann der dänischen Indieband A Friend in London, ist als Gastsänger in Millionaire zu hören und offiziell geführt. Darüber hinaus ist er auch als Sänger in Like a Riddle und Feel Good zu hören, wird jedoch nicht als offizieller Gastsänger genannt.
| #  | Titel                                                       | Autor(en) | Produzent(en)                                                 | Länge |
| -- | ----------------------------------------------------------- | --- | ------------------------------------------------------------- | ----- |
| 1  | Cool (feat. Gucci Mane & Marc E. Bassy)                     | Radric Davis (Gucci Mane), Scott Harris, Felix Jaehn, Jonas Jeberg, Rick Markowitz, Micah Premnath                     | Michael Geldreich, Felix Jaehn, Jonas Jeberg                  | 3:10  |
| 2  | Jennie (feat. Bori & R. City)                               | Felix Jaehn, Mack, Theron Thomas, Timothy Thomas, Thomas Troelsen                                                      | Christophe Vitorino De Almeida, Felix Jaehn                   | 3:04  |
| 3  | Don’t Say Love (feat. Rothchild)                            | Gunes Ergun, Robert Harvey, Felix Jaehn, Bruce Sigala                                                                  | Felix Jaehn                                                   | 3:09  |
| 4  | Honolulu (feat. Matluck)                                    | Christophe Vitorino De Almeida, Kevin Eagle, Michael Geldreich, Viktoria Hansen, Felix Jaehn, Max Matluck              | Felix Jaehn                                                   | 2:52  |
| 5  | Hot2Touch (feat. Alex Aiono & Hight)                        | Tim Deal (Hight), Felix Jaehn, Cass Lowe, Mark Ralph, Thomas Walker                                                    | Hight, Felix Jaehn                                            | 2:40  |
| 6  | Like a Riddle (feat. Adam Trigger & Hearts & Colors)        | Steven Bashir, Florent Hugel, Felix Jaehn, Patrik Jean, Aiko Rohd, Adam Trigger                                        | Felix Jaehn, Aiko Rohd                                        | 2:59  |
| 7  | Better (feat. Clara Mae)                                    | David Bjoerk, Clara Hagman, Felix Jaehn, Walid Ben Merieme, Cassandra Ströberg                                         | Felix Jaehn                                                   | 3:22  |
| 8  | On a Body Like You (feat. Rachel Salvit)                    | Jenna Andrews, Felix Jaehn, James Nosanow, Rachel Salvit                                                               | Felix Jaehn                                                   | 2:52  |
| 9  | Millionaire (feat. Tim Schou)                               | Hitimpulse (Jeremy Chacon, Jonas Kalisch, Henrik Meinke, Alexsej Vlasenko), Felix Jaehn, Mack, Tim Schou               | Felix Jaehn                                                   | 2:33  |
| 10 | Feel Good (feat. Mike Williams)                             | Andrew Bullimore, Nick Gale, Felix Jaehn, Mike Willemsen (Mike Williams)                                               | Felix Jaehn, Mike Willemsen                                   | 2:46  |
| 11 | Forever Young (feat. Lxandra)                               | Christophe Vitorino De Almeida, Philipp Albinger, Marcus Brosch, Felix Jaehn, Alexandra Lehti (Lxandra), Jonas Shandel | Felix Jaehn                                                   | 2:33  |
| 12 | LOV (feat. Andrew Jackson & Sondr)                          | Lorenzo Cosi, Andrew Jackson, Felix Jaehn, Yusekai A. Koi                                                              | Christophe Vitorino De Almeida, Felix Jaehn, Nikodem Milewski | 2:42  |
| 13 | Figure You Out                                              | Karen Harding, Felix Jaehn, Tonino Speciale                                                                            | Felix Jaehn                                                   | 2:52  |
| 14 | Last Summer (feat. Troi Irons)                              | Troi Irons, Felix Jaehn, Jaakko Manninen                                                                               | Felix Jaehn                                                   | 3:19  |
| 15 | Cut the Cord (Acoustic) (feat. Patrik Jean)                 | Felix Jaehn, Patrik Jean, Simone Porter, Aiko Rohd                                                                     | Felix Jaehn                                                   | 3:51  |
| 16 | Ain’t Nobody (Loves Me Better) (feat. Jasmine Thompson)     | David Hawk Wolinski | Felix Jaehn                                                   | 3:06  |
| 17 | Book of Love (feat. Polina)                                 | Polina Goudieva, Jimmy Harry, Felix Jaehn                                                                              | Felix Jaehn                                                   | 3:18  |
| 18 | Bonfire (feat. Alma)                                        | Felix Jaehn, Alma Miettinen, Pascal Reinhardt, Joe Walter                                                              | Hitimpulse, Felix Jaehn                                       | 3:03  |
| 19 | I Do                                                        | Tim Deal, Poppy Haddigan, Felix Jaehn, Tonino Speciale                                                                 | Felix Jaehn                                                   | 3:21  |
| 20 | Eagle Eyes (Radio Edit) (feat. Linying & Lost Frequencies)  | Felix Jaehn, Felix De Laet, Lin Ying                                                                                   | Felix Jaehn                                                   | 3:15  |
| 21 | Jeder für Jeden (feat. Herbert Grönemeyer)                  | Michael Geldreich, Herbert Grönemeyer, Felix Jaehn                                                                     | Hitimpulse, Felix Jaehn                                       | 3:04  |
| 22 | Stimme (mit Mark Forster als Eff)                           | Mark Forster, Felix Jaehn, Philipp Steinke                                                                             | Mark Forster, Felix Jaehn                                     | 3:02  |
| 23 | Cloud 9 (Felix Jaehn Remix) (Interpretation: Aden x Olson)  | Christophe Vitorino De Almeida, Felix Jaehn, Aden Jaron, Björn Steiner                                                 | Felix Jaehn, Aden Jaron, Björn Steiner                        | 3:06  |
| 24 | Photograph (Felix Jaehn Remix) (Interpretation: Ed Sheeran) | Martin Harrington, Thomas Leonard, Johnny McDaid, Ed Sheeran                                                           | Jeff Bhasker                                                  | 3:30  |
| 25 | Cheerleader (Felix Jaehn Remix) (Interpretation: Omi)       | Mark Bradford, Clifton Dillon, Ryan Dillon, Sly Dunbar, Omar Samuel Pasley (Omi)                                       | Clifton Dillon, Omi                                           | 3:02  |

## Singleauskopplungen
| Singleauskopplungen |
| --- |
| - 19.05.2014: Cheerleader (Felix Jaehn Remix) - 03.11.2014: Eagle Eyes - 03.04.2015: Ain’t Nobody (Loves Me Better) - 11.09.2015: Book of Love - 27.11.2015: Stimme - 22.04.2016: Jeder für Jeden - 15.07.2016: Bonfire - 12.05.2017: Hot2Touch - 04.08.2017: Feel Good - 06.10.2017: Like a Riddle - 09.02.2018: Cool |

Die erste Singleauskopplung des Albums erschien bereits drei Jahre vor der Veröffentlichung von I. Bislang erschienen elf Lieder des Albums als eigenständige Singles. Des Weiteren wurden Photograph (Felix Jaehn Remix) und Cloud 9 (Felix Jaehn Remix) als Singles veröffentlicht. Jedoch handelt es sich hierbei um Neuauflagen beziehungsweise Remixe der regulären Versionen, deren Verkäufe dem Original hinzuaddiert werden und somit nicht als eigenständige Singles geführt werden.
Als erste Single wurde Cheerleader (Felix Jaehn Remix) ausgekoppelt. Die Single wurde erstmals am 19. Mai 2014 veröffentlicht. Als letzte Single bislang erschien Cool am 9. Februar 2018. Mit Stimme und Jeder für Jeden erschien zwei deutschsprachige Singleauskopplungen.
Von den elf Singleauskopplungen erreichten zehn die offiziellen deutschen Singlecharts. In Österreich erreichten neun Singles die Charts, in der Schweiz sieben, im Vereinigten Königreich zwei und in den Vereinigten Staaten eine. Die einzige Single, die keinen Charteinstieg schaffte, ist Eagle Eyes. In Deutschland schafften fünf Singles den Sprung in die Top 10, sowie vier in Österreich, jeweils zweien in der Schweiz und dem Vereinigten Königreich sowie einer in den USA. Mit Cheerleader (Felix Jaehn Remix), Ain’t Nobody (Loves Me Better) und Stimme schafften es gleich drei Singles an die Spitze in Deutschland. In Österreich erreichten mit Cheerleader und Ain’t Nobody (Loves Me Better) zwei Singles die Chartspitze. Cheerleader avancierte zum weltenweiten Nummer-eins-Erfolg, unter anderem in allen fünf aufgeführten Ländern. In den Vereinigten Staaten ist Cheerleader der erst sechste Nummer-eins-Erfolg eines deutschen Künstlers. Es war das erste Mal seit 1989 (Blame It on the Rain von Milli Vanilli), dass ein deutscher die Billboard Hot 100 anführte. Neben den regulären Singles schaffte am 22. Juni 2018 das Lied Jennie – aufgrund hoher Downloads – den Sprung in die deutschen Single-Charts.
Die meistverkaufte Single des Albums ist Cheerleader, diese verkaufte sich laut Schallplattenauszeichnungen weltweit über 9,3 Millionen Mal. Ebenfalls zum Millionenseller avancierte Ain’t Nobody (Loves Me Better), das sich laut Schallplattenauszeichnungen weltweit über 3,2 Millionen Mal verkaufe. Insgesamt konnten alle Singleauskopplungen bis November 2022 über 14 Millionen Exemplare absetzten.

## Mitwirkende
Albumproduktion
- Aden x Olson: Gesang (Lied 23)
- Alex Aino: Gesang (Lied 5)
- Philipp Albinger: Komponist (Lied 11), Liedtexter (Lied 11)
- Christophe Vitorino De Almeida: Keyboard (Lied 22), Komponist (Lieder: 4, 11, 23), Koproduzent (Lied 6), Liedtexter (Lieder: 4, 11, 23), Musikproduzent (Lieder: 2, 12), Programmierung (Lied 22)
- Jenna Andrews: Komponist (Lied 8), Liedtexter (Lied 8)
- Lex Barkey: Abmischung (Lied 6), Mastering (Lieder: 18, 21)
- Steven Bashir: Komponist (Lied 6), Liedtexter (Lied 6)
- Marc E. Bassy: Gesang (Lied 1), Rap (Lied 1)
- Jeff Bhasker: Musikproduzent (Lied 24)
- David Bjoerk: Komponist (Lied 7), Liedtexter (Lied 7)
- Bori: Gesang (Lied 2)
- Mark Bradford: Komponist (Lied 25), Liedtexter (Lied 25)
- Marcus Brosch: Komponist (Lied 11), Liedtexter (Lied 11)
- Andrew Bullimore: Komponist (Lied 10), Liedtexter (Lied 10)
- Jeremy Chacon: Abmischung (Lieder: 18, 21), Komponist (Lied 9), Liedtexter (Lied 9), Koproduzent (Lied 5), Marimba (Lied 18), Musikproduzent (Lieder: 18, 21)
- Lorenzo Cosi: Komponist (Lied 12), Liedtexter (Lied 12)
- Radric Davis (Gucci Mane): Komponist (Lied 1), Liedtexter (Lied 1), Rap (Lied 1)
- Kat Deal: Saxophon (Lied 5), Trompete (Lied 5)
- Tim Deal (Hight): Gitarre (Lied 5), Hintergrundgesang (Lied 5), Keyboard (Lied 5), Komponist (Lieder: 5, 19), Liedtexter (Lieder: 5, 19), Musikproduzent (Lied 5), Programmierung (Lied 5)
- Clifton Dillon: Komponist (Lied 25), Liedtexter (Lied 25), Musikproduzent (Lied 25)
- Ryan Dillon: Komponist (Lied 25), Liedtexter (Lied 25)
- Sly Dunbar: Komponist (Lied 25), Liedtexter (Lied 25)
- Kevin Eagle: Komponist (Lied 4), Liedtexter (Lied 4)
- Gunes Ergun: Komponist (Lied 3), Liedtexter (Lied 3)
- Mark Forster: Gesang (Lied 22), Komponist (Lied 22), Liedtexter (Lied 22), Musikproduzent (Lied 22)
- Nick Gale: Komponist (Lied 10), Liedtexter (Lied 10)
- Michael Geldreich: Keyboard (Lieder: 1, 5, 10), Komponist (Lieder: 4, 21), Koproduzent (Lied 1), Liedtexter (Lieder: 4, 21), Musikproduzent (Lied 1), Programmierung (Lieder: 1, 10)
- Polina Goudieva: Gesang (Lied 17), Komponist (Lied 17), Liedtexter (Lied 17)
- Herbert Grönemeyer: Gesang (Lied 21), Komponist (Lied 21), Liedtexter (Lied 21)
- Poppy Haddigan: Komponist (Lied 19), Liedtexter (Lied 19)
- Clara Hagman: Komponist (Lied 7), Liedtexter (Lied 7)
- Viktoria Hansen: Komponist (Lied 4), Liedtexter (Lied 4)
- Karen Harding: Komponist (Lied 13), Liedtexter (Lied 13)
- Martin Harrington: Komponist (Lied 24), Liedtexter (Lied 24)
- Scott Harris: Komponist (Lied 1), Liedtexter (Lied 1)
- Jimmy Harry: Gitarre (Lied 17), Keyboard (Lied 17), Komponist (Lied 17), Koproduzent (Lied 17), Liedtexter (Lied 17)
- Robert Harvey: Komponist (Lied 3), Liedtexter (Lied 3)
- Hearts & Colors: Gesang (Lied 6)
- Gero Hensel: Trompete (Lied 1)
- Florent Hugel: Komponist (Lied 6), Liedtexter (Lied 6)
- Troi Irons: Gesang (Lied 14), Komponist (Lied 14), Liedtexter (Lied 14)
- Andrew Jackson: Gesang (Lied 12), Komponist (Lied 12), Liedtexter (Lied 12)
- Felix Jaehn: Abmischung (Lieder: 1, 25), Arrangement (Lied 17), Hintergrundgesang (Lied 5), Keyboard (Lied 17), Komponist (Lieder: 1-15, 17-23), Liedtexter (Lieder: 1-15, 17-23), Musikproduzent (Lieder: 1-23), Programmierung (Lieder: 1-2, 5-6, 10, 17), Schlagzeug (Lied 6)
- Aden Jaron: Komponist (Lied 23), Liedtexter (Lied 23), Musikproduzent (Lied 23)
- Patrik Jean: Gesang (Lied 15), Komponist (Lieder: 6, 15), Liedtexter (Lieder: 6, 15)
- Jonas Jeberg: Komponist (Lied 1), Liedtexter (Lied 1), Musikproduzent (Lied 1)
- Jonas Kalisch: Abmischung (Lieder: 18, 21), Komponist (Lied 9), Koproduzent (Lied 5), Liedtexter (Lied 9), Musikproduzent (Lieder: 18, 21), Schlagzeug (Lied 18)
- Robert Keßler: Gitarre (Lied 5)
- Peter Klohmann: Saxophon (Lied 1)
- Yusekai A. Koi: Komponist (Lied 12), Liedtexter (Lied 12)
- Vincent Kottkamp: Bass (Lied 5), E-Bass (Lied 18)
- Anton Kühl: Programmierung (Lied 1)
- Felix De Laet (Lost Frequencies): Komponist (Lied 20), Liedtexter (Lied 20)
- Alexandra Lehti (Lxandra): Gesang (Lied 11), Komponist (Lied 11), Liedtexter (Lied 11)
- Thomas Leonard: Komponist (Lied 24), Liedtexter (Lied 24)
- Cass Lowe: Komponist (Lied 5), Liedtexter (Lied 5)
- Mack: Hintergrundgesang (Lied 2), Komponist (Lieder: 2, 9), Liedtexter (Lieder: 2, 9)
- Erik Madrid: Abmischung (Lied 1)
- Clara Mae: Gesang (Lied 7)
- Jaakko Manninen: Komponist (Lied 14), Liedtexter (Lied 14)
- Rick Markowitz: Komponist (Lied 1), Liedtexter (Lied 1)
- Max Matluck: Gesang (Lied 4), Komponist (Lied 4), Liedtexter (Lied 4)
- Johnny McDaid: Komponist (Lied 24), Liedtexter (Lied 24)
- Henrik Meinke: Abmischung (Lieder: 18, 21), Keyboard (Lied 18), Komponist (Lied 9), Koproduzent (Lied 5), Liedtexter (Lied 9), Musikproduzent (Lieder: 18, 21)
- Walid Ben Merieme: Komponist (Lied 7), Liedtexter (Lied 7)
- Alma Miettinen: Gesang (Lied 18), Komponist (Lied 18), Liedtexter (Lied 18)
- Nikodem Milewski: Abmischung (Lieder: 4, 7, 8, 11-14, 16, 17, 22, 24), Mastering (Lieder: 1-8, 10-17, 19, 20, 22-24), Musikproduzent (Lieder: 12), Programmierung (Lieder: 4, 7, 8, 11-13, 17, 22, 24)
- James Nosanow: Komponist (Lied 8), Liedtexter (Lied 8)
- Omar Samuel Pasley (Omi): Gesang (Lied 25), Komponist (Lied 25), Liedtexter (Lied 25), Musikproduzent (Lied 25)
- Simone Porter: Komponist (Lied 15), Liedtexter (Lied 15)
- Micah Premnath: Komponist (Lied 1), Liedtexter (Lied 1)
- Mark Ralph: Abmischung (Lied 2), Komponist (Lied 5), Liedtexter (Lied 5)
- Pascal Reinhardt: Komponist (Lied 18), Liedtexter (Lied 18)
- Aiko Rohd: Komponist (Lieder: 6, 15), Liedtexter (Lieder: 6, 15), Musikproduzent (Lied 6)
- Rothchild: Gesang (Lied 3)
- Rachel Salvit: Gesang (Lied 8), Komponist (Lied 8), Liedtexter (Lied 8)
- Tim Schou: Gesang (Lieder: 6, 9-10), Komponist (Lied 9), Liedtexter (Lied 9)
- Ed Sheeran: Gesang (Lied 24), Komponist (Lied 24), Liedtexter (Lied 24)
- Jonas Shandel: Komponist (Lied 11), Liedtexter (Lied 11)
- Bruce Sigala: Komponist (Lied 3), Liedtexter (Lied 3)
- Sondr: Gesang (Lied 12)
- Tonino Speciale: Komponist (Lieder: 13, 19), Liedtexter (Lieder: 13, 19)
- Bertie Spencer: Hintergrundgesang (Lied 5)
- Mike Spencer: Abmischung (Lied 5), Bass (Lied 5), E-Bass (Lied 5), Keyboard (Lied 5), Koproduzent (Lied 5), Programmierung (Schlagzeug) (Lied 5)
- Björn Steiner: Komponist (Lied 23), Liedtexter (Lied 23), Musikproduzent (Lied 23)
- Philipp Steinke: Keyboard (Lied 22), Komponist (Lied 22)
- Cassandra Ströberg: Komponist (Lied 7), Liedtexter (Lied 7)
- Theron Thomas: Gesang (Lied 2), Komponist (Lied 2), Liedtexter (Lied 2)
- Timothy Thomas: Gesang (Lied 2), Komponist (Lied 2), Liedtexter (Lied 2)
- Jasmine Thompson: Gesang (Lied 16)
- Adam Trigger: Keyboard (Lied 6), Komponist (Lied 6), Koproduzent (Lied 6), Liedtexter (Lied 6), Schlagzeug (Lied 6), Trompete (Lied 6)
- Thomas Troelsen: Komponist (Lied 2), Koproduzent (Lied 2), Liedtexter (Lied 2), Programmierung (Lied 2)
- Alexsej Vlasenko: Abmischung (Lieder: 18, 21), Komponist (Lied 9), Koproduzent (Lied 5), Liedtexter (Lied 9), Musikproduzent (Lieder: 18, 21), Synthesizer (Lied 18)
- Thomas Walker: Komponist (Lied 5), Liedtexter (Lied 5), Programmierung (Schlagzeug) (Lied 5)
- Joe Walter: Komponist (Lied 18), Liedtexter (Lied 18)
- Mike Willemsen (Mike Williams): Abmischung (Lied 10), Komponist (Lied 10), Liedtexter (Lied 10), Musikproduzent (Lied 10), Programmierung (Lied 10)
- David Hawk Wolinski: Komponist (Lied 16), Liedtexter (Lied 16)
- Lin Ying/Linying: Gesang (Lied 20), Komponist (Lied 20), Liedtexter (Lied 20)

Artwork (Cover)
- Jens Koch: Fotograf

Unternehmen
- L’Agentur: Musiklabel
- Universal Music: Musiklabel
- Virgin Records: Musiklabel

## Rezensionen
Eddy Decembrino vom deutschsprachigen Online-Magazin laut.de bewertete das Album mit 2/5 Sternen. Aus verkaufstechnischen Gründen sei es nachvollziehbar, dass man die vergangenen Verkaufserfolge noch einmal aufs Album packt. Decembrino stellt sich jedoch die Frage, ob das wirklich sein müsse. Interessant hätte es sein können, ein kompakteres, vielleicht nur zehn Titel starkes Album mit „experimentelleren Sounds“ und einer noch stärkeren Konzentration auf das „Songwriting“ präsentiert zu bekommen. I dagegen fühle sich als „Best Of“ an. Es sei „natürlich“ gut produziert, aber insgesamt doch „überraschungsarm“. Gut fürs Radio und das Geschäft, leichter Pop und seichter Dance, aber einfach zu viele Tracks für ein gelungenes Debüt.
Das deutschsprachige E-Zine Plattentests.de bewertete I mit 4/10 Punkten. Felix Heinecker von der Online-Redaktion ist der Meinung, dass das Album nicht viel „Spannendes“ zu erzählen hätte. Jaehn verlässe sich außerdem darauf, eine bewährte EDM-Formel aufzukochen. Ruhige Strophe, Spannungsaufbau in der Bridge bis zum Knall und ein gelöster, halbinstrumentaler Refrain. Die Kompetenz auf diesem Feld könne man ihm keinesfalls abstreiten. Das Gespür für Melodie sei da, ebenso für den Rhythmus zum „Mitwippen“. Gerade wenn Soul in die Mischung einfalle wie im „Opener“ Cool oder beim fast schon an Disclosure erinnernden Don’t Say Love, würde es „richtig gut“. Wie er dem Photograph-Remix Beine mache, sei nicht originell, aber dank der tollen „Bridge-Harmonie“ effektiv. Ähnlich sei es beim Projekt Eff mit Mark Forster, dessen „Stimme“ hier immerhin besser eingesetzt sei als bei seinem eigenen „Kram“. Das mache ein paar Liedern lang Laune. Nur habe I satte 25 davon. Die ersten 15 sollen Jaehns Aussage nach das eigentliche „Album-Statement“ sein, als Gäste gäbe es Gucci Mane und circa 20 Leute, von denen man nie gehört hat. Der Rest sei eine Kollektion der vorigen Singles. Das bedeutet, dass einem die „grauenvolle Fußball-Sause“ Jeder für Jeden kurz vor Ende doch nicht erspart bliebe. Da falle es schon auf, wenn Cut the Cord hier in einer Version mit dem kleinen Zusatz “(Acoustic)” vorhanden ist. Total stromlos sei das nicht, die Beats kämen weiterhin aus dem Laptop. Dank der gelungenen Melodie höre sich das hübsch an und sei eine Abwechslung. Inmitten all dieser unglaublich „kompetenten, angeschmiegsamen, aber halt auch ziemlich egalen Musik“, die vermutlich dank clever erkannter Streaming-Vorteile auf 77 Minuten aufgeblasen wurde. Als „Highlights“ hob Heinecker Cheerleader (Felix Jaehn Remix), Cool, Cut the Cord (Acoustic), Don’t Say Love und Photograph (Felix Jaehn Remix) hervor.

## Kommerzieller Erfolg

### Chartplatzierungen
I erreichte in Deutschland Position fünf der Albumcharts und konnte sich insgesamt zwei Wochen in den Top 10 sowie 15 Wochen in den Charts halten. In Österreich erreichte das Album in einer Chartwoche Position 26 und in der Schweiz in zwei Chartwochen ebenfalls Position 26 der Charts. Nachdem die Felix Jaehn EP einen Charteinstieg verfehlte, ist dies Jaehns erster Charterfolg in den Albumcharts aller drei Länder.
| ChartsChartplatzierungen | Höchstplatzierung | Wochen |
| ------------------------ | ----------------- | ------ |
| Deutschland (GfK)        | 5 (15 Wo.)        | 15     |
| Österreich (Ö3)          | 26 (1 Wo.)        | 1      |
| Schweiz (IFPI)           | 26 (2 Wo.)        | 2      |

### Auszeichnungen für Musikverkäufe
Am 28. Februar 2018, knappe zwei Wochen nach der Veröffentlichung des Albums, wurde I in Polen mit einer Goldenen Schallplatte für über 10.000 verkaufte Einheiten ausgezeichnet. Am 16. August 2022 erreichte das Album Platinstatus in Kanada, wo sich das Album über 80.000 Mal verkaufte.
| Land/Region                  | Auszeichnungen für Musikverkäufe (Land/Region, Auszeichnung, Verkäufe) | Verkäufe |
| ---------------------------- | ---------------------------------------------------------------------- | -------- |
| Frankreich (SNEP)            | Gold                                                                   | 50.000   |
| Kanada (MC)                  | Platin                                                                 | 80.000   |
| Österreich (IFPI)            | Gold                                                                   | 7.500    |
| Polen (ZPAV)                 | Gold                                                                   | 10.000   |
| Vereinigtes Königreich (BPI) | Silber                                                                 | 60.000   |
| Insgesamt                    | 1× Silber · 3× Gold · 1× Platin ·                                      | 207.500  |